# 菊田一夫

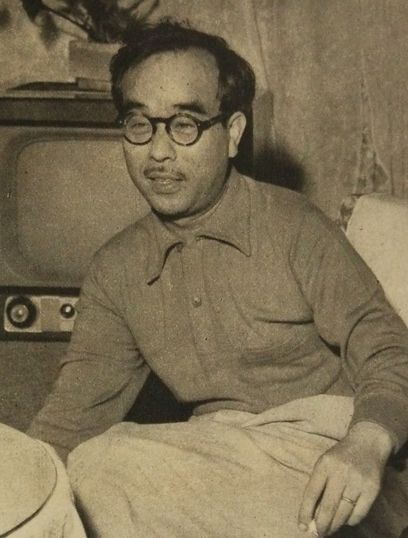
1954年

菊田 一夫（きくた かずお、1908年3月1日 - 1973年4月4日）は、日本の劇作家・作詞家。本名：菊田 数男。元妻は女優の高杉妙子。娘の菊田伊寧子は作曲家。

## 生涯

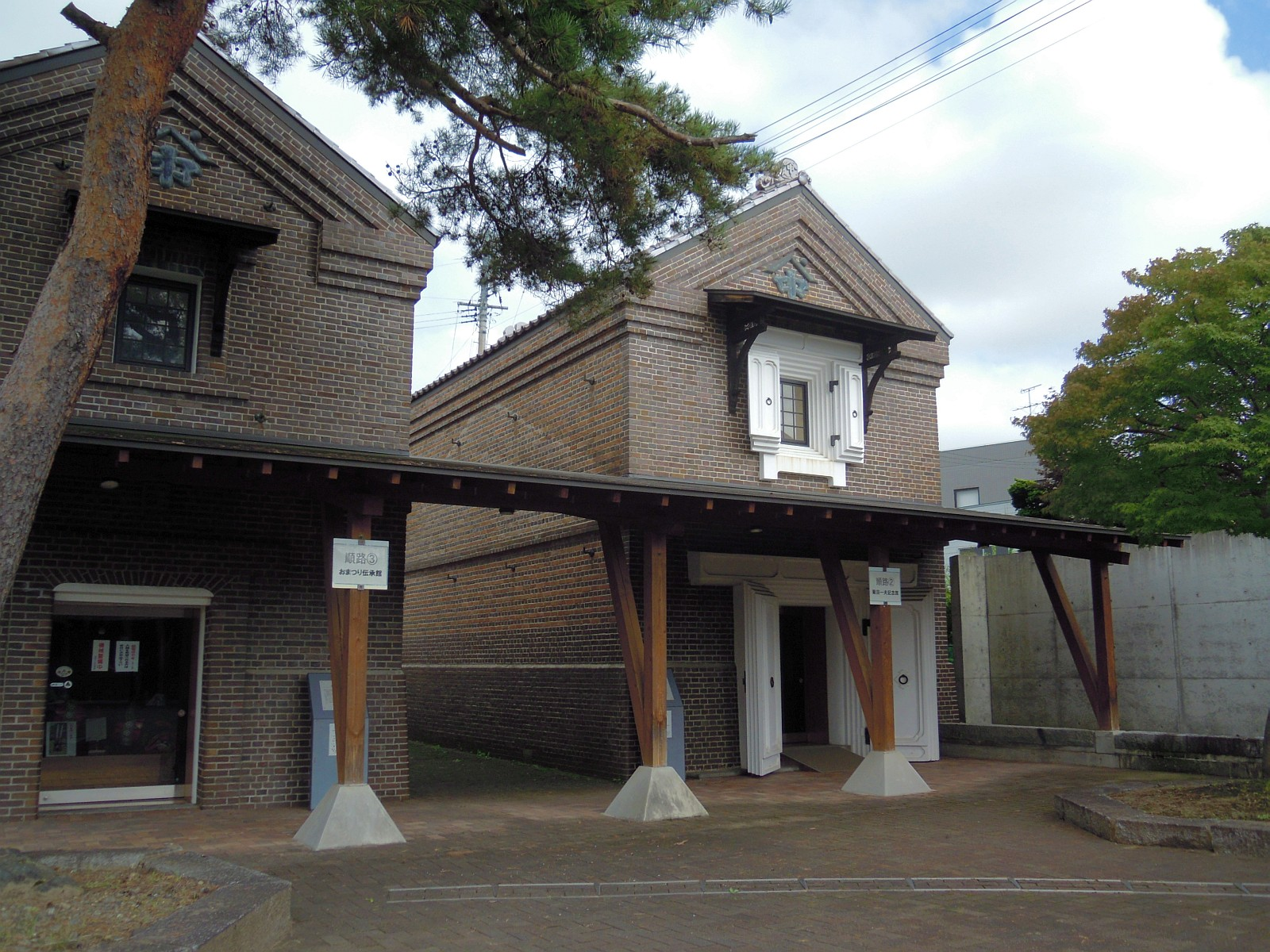
岩手県奥州市にある菊田一夫記念館（右側の蔵）

神奈川県横浜市生まれ。生まれてすぐ養子に出され、生後4ヵ月で両親（西郷姓）に連れられて台湾に渡ったが、まもなく捨てられ、転々と他人の手で養育された末、5歳のとき菊田家の養子になった。台湾城北小学校に入学したが、学業半ばで大阪の薬種問屋に売られ、年季奉公をつとめた。その後神戸の元町の骨董店で丁稚奉公を務めながら、夜間の商科実業学校（現・神戸市立神港高等学校）で学ぶ。この時期に文学に興味を抱き、1923年結成の「元五青年団」の機関誌『桜草』の編集人を務めた。
1926年（大正15年）に上京して印刷工となる傍ら、萩原朔太郎やサトウハチロー、林芙美子、小野十三郎らと出会い、サトウの世話で浅草国際劇場の文芸部に入る。そののち、1933年（昭和8年）に古川ロッパらにより、浅草常盤座で旗揚げされた劇団「笑の王国」に座付き作家として迎え入れられ、劇作の道に入った。1935年（昭和10年）ロッパが退団して東宝に所属すると、翌1936年に菊田も東宝に移籍して東宝文芸部の嘱託となる。この間、「ロッパ若し戦はば」「ロッパと兵隊」「道修町」「花咲く港」などの名作を書き人気を集めるが、舞台への厳しい姿勢と激しやすい性格からロッパと衝突し、1943年（昭和18年）にロッパ一座を去る。戦時中は岩手県江刺市（現・奥州市）に一時疎開した。

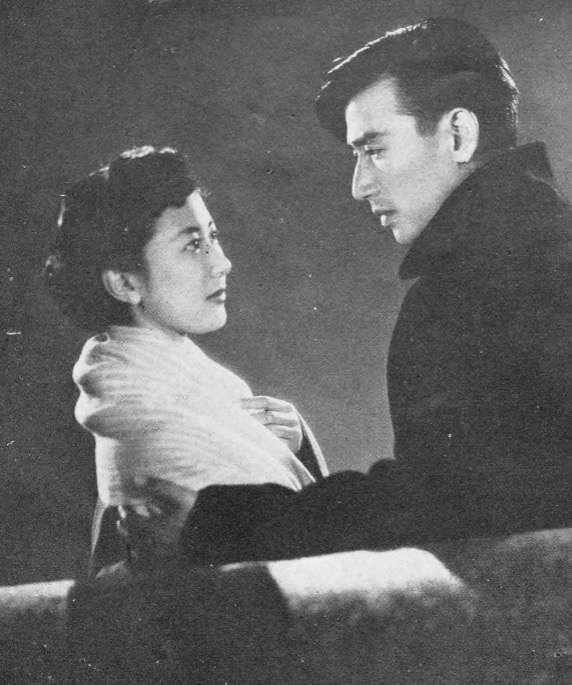
『君の名は 第三部』（1954年）

戦後間もなく、作曲家の古関裕而とコンビを組み、数々のラジオドラマ、テレビドラマ、映画、演劇、ミュージカルを手がけ、多くのヒット作品を世に送り出した。特にミュージカルにおいては、戦後の日本ミュージカルの草分けといわれている。2人の代表作は、ラジオドラマ・映画では「鐘の鳴る丘」、「君の名は」シリーズ、「あの橋の畔で」シリーズなど。舞台では「敦煌」、「暖簾」、「がしんたれ」、「放浪記」、「風と共に去りぬ」など。楽曲では「イヨマンテの夜」、「雨のオランダ坂」、「フランチェスカの鐘」など、多岐にわたる。特にラジオドラマ『君の名は』は大ブームを巻き起こし、映画化もされた。
1955年（昭和30年）東宝社長小林一三に迎えられ、東宝取締役（演劇担当役員）に就任する。1957年には芸術座を開館。東宝演劇部の総帥としての仕事のかたわら、映画や帝劇・宝塚歌劇などの舞台の原作・脚本・演出をはじめ、小説の執筆にも精力的な活躍を続け、数々の名作を世に送り出した。ミュージカル「マイ・フェア・レディ」の上演権を獲得し、日本で初めてブロードウェイ・ミュージカルを舞台に乗せた。以後、日本のミュージカルの世界は大きく羽ばたくことになる。また、「がめつい奴」「がしんたれ」「暖簾」「花のれん」「丼池」「道頓堀」など、大阪を舞台にした作品により「大阪ものは菊田一夫」と賞賛された。
1960年『がめつい奴』の脚本・演出により第8回菊池寛賞受賞、第11回芸術選奨文部大臣賞（文学・評論部門）受賞。同年、東宝のプロデューサー池野満の企画により、劇作家の生活向上を目的として、川口松太郎、中野実、北條秀司、菊田一夫で「劇作家四人の会」を結成。菊田は民社党の支持者でもあり、1962年（昭和37年）4月23日に開かれた「学者・文化人による民社党をはげます会」に尾崎士郎・徳川夢声・平林たい子らと共に出席、「民社党におくる」・「忘れるな大衆の願いを」と題した二篇の詩を送った。1966年『風と共に去りぬ』を世界で初めて舞台化。
1973年（昭和48年）4月、数年患っていた糖尿病に脳卒中を併発し、慶應義塾大学病院で死去した。享年66。墓所は八王子市上川霊園、世田谷区浄真寺。戒名は久遠院法晶日夫居士。ライバルでもあった劇作家の北条秀司は、「菊田ほど仕事の好きな男を私は知らない。その仕事好きが彼を大成させ、そして彼を殺した」と記している。
1975年（昭和50年）、菊田の功績を記念し、演劇界の発展を願って、東宝により菊田一夫演劇賞が創設された。大衆演劇の舞台ですぐれた業績を示した芸術家に対し、毎年4月に菊田一夫演劇賞が贈られている。

## エピソード
本町靑年会の機関紙が潰れた菊田は黒薔薇という同人誌の神戸支部長を務めていた、同じ神戸にいる1歳上の造船会社社長令嬢が奈良美也子を由来とする古川美也子名義で手紙を送ってきた、丁稚小僧であることを恥じた菊田は主人名義でやり取りをしていたが、古川の同級生が奉公をしていた本町にある呉服屋の娘だったことから正体がバレて謝罪することになった、この古川こそが菊田と宝塚を引き合わせた人物である、なお上京時に待っていると言われ結婚しないで待っているということかと思ったらさっさと結婚してしまったと、初めて仲良くなったこの異性について菊田は回想している。

## 語録
今もなお、格言として語り継がれる菊田の名文句は、1961年（昭和36年）4月～6月にかけて読売新聞に掲載された随筆に拠っている。

## 受賞・候補
- 1959年度、読売文学賞戯曲賞 候補　演劇『がめつい奴』
- 1959年度、菊池寛賞受賞　演劇「がめつい奴」
- 1960年度、野間文芸賞候補　書籍『がめつい奴』（学風社刊）
- 1960年度、芸術選奨文部大臣賞（演劇部門 ）受賞 演劇「がめつい奴」「がしんたれ」

## 主な作品
- 1936年：「からくり歌劇」（映画：脚色）
- 1942年：「道修町」（舞台）
- 1943年：「長崎」（舞台） 
1947年に「地獄の顔」の題名で松竹で映画化し、主題歌「雨のオランダ坂」、「夜更けの街」の楽曲作詞も担当、大ヒット
- 1943年：「花咲く港」（舞台・映画・ドラマ）
2007年、宝塚歌劇団でアレンジされ「パリの空よりも高く」として上演された
- 1947年：「鐘の鳴る丘シリーズ」（ラジオドラマ・映画・舞台・シリーズ楽曲作詞など）
- 1948年：「フランチェスカの鐘」（歌謡曲：作詞、ヒットして松竹で映画化）
- 1949年：「イヨマンテの夜」（歌謡曲：作詞、大ヒット）
- 1951年：「さくらんぼ大将」（ラジオドラマ）
- 1952年：「君の名はシリーズ」（ラジオドラマ・映画・舞台・シリーズ楽曲作詞など）
主題歌「君の名は」、挿入歌「黒百合の歌」、「君いとしき人よ」等8曲の楽曲作詞も担当
- 1952年：「ジャワの踊り子」（ミュージカル・宝塚歌劇）
- 1954年：「由紀子」（ラジオドラマ）[9][10]
- 1956年 ：「恋すれど恋すれど物語」（ミュージカル、宝塚映画で映画化）東京宝塚劇場
- 1957年：「忘却の花びら」（ラジオドラマ、映画）
- 1957年：「暖簾」（舞台、宝塚映画で映画化、暖簾 (映画)を参照）
- 1957年：「赤と黒」（ミュージカル・宝塚歌劇）
- 1958年：「花のれん」（舞台）
- 1959年：「がめつい奴」（舞台）
- 1959年：「ダル・レークの恋」（ミュージカル・宝塚歌劇）
- 1960年：「敦煌」（舞台：菊田一夫脚色）東京宝塚劇場
- 1960年：「がしんたれ」（小説・舞台・ドラマ）芸術座
- 1961年：「放浪記」（舞台）
- 1961年：「花と野武士」（歌舞伎）歌舞伎座
1981年、宝塚歌劇団でアレンジされ「白鳥の道を越えて」として上演された
- 1962年：「あの橋の畔で」（舞台・ドラマ・楽曲作詞など）
- 1962年：「花のオランダ坂」（ミュージカル・宝塚歌劇）
- 1963年：「霧深きエルベのほとり」（ミュージカル・宝塚歌劇）
- 1964年：「シャングリラ」（ミュージカル・宝塚歌劇）
- 1964年：「蒼き狼」（舞台）東京宝塚劇場
- 1965年：「終着駅」（舞台）芸術座
- 1966年：「風と共に去りぬ」（舞台：菊田一夫脚色）帝国劇場 
楽曲「スカーレット・オハラ」の作詞も担当
1970年、「スカーレット」の題名でミュージカル化し、1972年にイギリスのウエスト・エンドでも上演。ただし英語版の脚本はホートン・フート
- 1967年：「津軽めらしこ」（舞台）東京宝塚劇場
- 1967年：「三国志」（舞台：菊田一夫脚色）東京宝塚劇場
- 1968年：「まぼろしの邪馬台国」（舞台）東京宝塚劇場
- 1970年：「哀愁」（舞台：菊田一夫脚色）帝国劇場 主演 山口崇・那智わたる
1986年、宝塚歌劇団でアレンジされ「哀愁 -愛の追想-」として上演された
- 1971年：「夜汽車の人」（演出補：中村哮夫）帝国劇場
- 1972年：「裸のカルメン」（演出：鴨川清作）日生劇場
- 1972年：「道頓堀」（舞台）芸術座
- 1972年：「歌麿」（舞台）帝国劇場
- ?年：「あの丘越えて」（小説、雑誌「キング」に掲載、1953年に書籍出版）
1951年、松竹大船で映画化、主題歌「あの丘越えて」、挿入歌「街に灯のともる頃」作詞

## 著書
- わが家の幸福 輝文館 1942
- ハワイの晩鐘 三杏書院 1942
- 花咲く港 : 戯曲 労働文化社 1946
- 鐘の鳴る丘 1 : 長篇エ物語 横山隆一 (絵) 東京新報社 1948
- 鐘の鳴る丘 「連続放送劇より」 : 絵ものがたり 野菊書房 1948
- 鐘の鳴る丘 斎藤良輔共著 東京書肆 1948
- 踊り子 錦林社 1948
- 鐘の鳴る丘 1 松田文雄 絵 野菊書房 1948
- 雑草の萠える路 季節社 1948
- 鐘の鳴る丘 : 絵本 巻の一 連続放送劇より 松田文雄(絵) 野菊書房 1948
- 鐘の鳴る丘 巻1 ガード下の風 東京出版株式会社 1948
- 有楽町哀詩 : らくちよう・えれぢ 江戸橋書店 1948
- 鐘の鳴る丘 : 彩色長編絵物語 新谷松忠雄(脚色) ハマ書房 1948
- 鐘の鳴る丘 : 日劇小劇場 東宝 1948
- 駒鳥のランタン : 少女小説 ポプラ社 1949
- 鐘の鳴る丘 隆太の巻 : 少年少女のための 社会思想社 1949
- 菊田一夫ラジオ・ドラマ選集 宝文館 1951
- 夢の山脈・愛している 大日本雄弁会講談社 1951 (傑作長篇小説全集 ; 第8)
- 君の名は : NHK連続放送劇 NHKラジオ新聞連載 第1部 (佐渡の昼顔) / 第2部 (結婚の幸福) 宝文館 1952 - 1953
- 君の名は : NHK連続放送劇 NHKラジオ新聞連載 第3部（忘却の彼方）/ 第4部 (永遠の花嫁) 宝文館 1954
- 白鳥のゆくえ 佐藤春樹 絵 ポプラ社 1952
- さくらんぼ大将 全3巻 高橋国利 絵 宝文館 1952
- ラジオ・ドラマ傑作選 河出書房 1952（市民文庫）
- 街に雨降る 宝文館 1953
- 幸福の鈴 佐藤英樹 絵 ポプラ社 1953
- あの丘越えて 佐藤春樹 絵 ポプラ社 1953
- さくらんぼ大将 松沢のぼる 絵 鶴書房 1953
- 鐘の鳴る丘 上・下 高橋国利 絵 宝文館 1953
- 涙の駒鳥 辰巳まさ江 絵 ポプラ社 1953
- ながれ 宝文館 1954 (ラジオ・ドラマ新書)
- 黒い罌粟 毎日新聞社 1954
- 街に雨降る 松沢のぼる 絵 鶴書房 1954
- 由起子 第1部 (春の嵐に) / 第2部 (南の放浪者) 宝文館 1954 - 1955
- 由起子 第3部 (風の中の花) / 第4部 (花のいのちを) 宝文館 1955 - 1956
- ミモザの娘 東方社 1954
- 山から来た男 宝文館 1954
- 愛情詩集 山田書店 1954
- 東京は恋し 東方社 1954
- 数寄屋橋々畔 東方社 1954
- 青い孔雀 東京文芸社 1955 (人気作家小説全集 第11)
- 夜霧の顔 東方社 1955 (東方新書)
- 秋芳洞  宝文館 1955 (ラジオ・ドラマ新書)
- 夢の山脈 東方社 1955
- 駒鳥夫人 東方社 1955
- 愛している 東方社 1955
- 数寄屋橋々畔 河出書房 1955 (河出新書)
- 噫・その人を 東京文芸社 1955
- 花のオランダ坂 和同出版社 1955
- 忘却のふるさと 第2部 宝文館 1955
- リラの花忘れじ 東方社 1955
- 青いひとで 宝文館 1955 (ラジオ・ドラマ新書)
- 忘却のふるさと 第1部 宝文館 1955
- 愛情は常に緑なり 東方社 1956
- 忘却の花びら 第1部 (七尾まだら) / 第2部 (高千穂の歌) 大日本雄弁会講談社 1956
- 有楽町哀詩 東方社 1956 (東方新書)
- 午後8時13分 平凡出版 1956 (平凡映画小説シリーズ)
- 今日を限りの…… 東方社 1957
- 愛情の星 東方社 1957
- 愛情詩集 小壷天書房 1958
- 君の名は 第1部 (佐渡の昼顔) / 第2部 (結婚の幸福) 春陽文庫 1959、新編・上下 1966
- 君の名は 第3部 (忘却の彼方) / 第4部 (永遠の花嫁) 春陽文庫 1959 
  - のち三笠書房・宝文館出版・河出文庫で新編再刊
- 夾竹桃の女 東方社 1959
- がしんたれ 光文社 1959 / 角川文庫 1961
- 堕ちたる天使 東方社 1959
- がめつい奴 学風社 1960
- 浅草のマノン 東方社 1961
- 雑草の萠える路 東方社 1961
- あの橋の畔で 第1部(純愛篇) / 第2部(邂逅篇) 東方社 1962
- 恋知り初めて 東方社 1963
- 菊田一夫戯曲選集 全3巻 演劇出版社 1965-1967
- シナリオ 風と共に去りぬ 三笠書房 全2巻 1967、M・ミッチェル 原作
- ブロードウェイの扉 中央公論社 1967
- 流れる水のごとく 芝居つくり四十年 オリオン出版社 1967 / 新編<人間の記録>日本図書センター 1999
- 求めてやまないもの 生きる英知の源泉 大和書房 1969
- 落穂の籠 遺稿・演劇随想集 読売新聞社 1973

## 演じた人物
- 中山千夏 - 舞台『がしんたれ 青春篇』（1960年）
- 小鹿番[11] - 舞台『放浪記』（1961年〜2004年）
- 斎藤晴彦 - 舞台『放浪記』（2005年〜2009年）
- 原康義 - 舞台『放浪記』（2015年～2016年）
- 石坂浩二 - テレビドラマ『森光子を生きた女 〜日本一愛されたお母さんは、日本一寂しい女だった〜』（2014年5月9日、フジテレビ）
- 北村有起哉 - 連続テレビ小説『エール』（2020年、NHK、役名は池田二郎）